# 工藤亜友
工藤 亜友（くどう あゆ、1995年11月24日 - ）は、日本のタレント。ホリプロ・インプルーブメント・アカデミーに所属している。神奈川県大和市出身。

## テレビ
- FNS25時間テレビ「スーパーこどもニュース」2005.7.23（フジテレビ）
- コドモのギモン!（テレビ朝日）
- めちゃ×2イケてるッ!「めちゃイケ警察キグルミ隊」2006.12（フジテレビ）
- Qさま!!2006.12（テレビ朝日）
- おはスタ「おはキッズ」2007.4.2～2007.9.28（テレビ東京）
- 太田光の私が総理大臣になったら…秘書田中。「臨時秘書」2007.8.10（日本テレビ）

パネラーとしては不定期出演
- キッザニアTV2007.1（BSフジ）
- アンパンマン情報局2010.4～レギュラー出演中

## CM
- カルビー「かっぱえびせん」
- セガトイズおてして!わんちゃん「なかよし」
- Windows XP「グローバルキャンペーン」
- NISSAN「PINO」
- 軽連合